# Нові Головчиці
Нові Головчиці (пол. Nowe Hołowczyce) — село в Польщі, у гміні Сарнаки Лосицького повіту Мазовецького воєводства.
Населення — 476 осіб (2011).
У 1975-1998 роках село належало до Білопідляського воєводства.

## Демографія
Демографічна структура станом на 31 березня 2011 року:
|          | Загалом | Допрацездатний вік | Працездатний вік | Постпрацездатний вік |
| -------- | ------- | ------------------ | ---------------- | -------------------- |
| Чоловіки | 226     | 40                 | 153              | 33                   |
| Жінки    | 250     | 47                 | 132              | 71                   |
| Разом    | 476     | 87                 | 285              | 104                  |